# Djénébou Danté
Djénébou Danté (* 7. August 1989 in Bamako) ist eine malische Leichtathletin, die sich auf den Sprint spezialisiert hat.

## Sportliche Laufbahn
Erste internationale Erfahrungen sammelte Djénébou Danté im Jahr 2005, als sie bei den Jugendweltmeisterschaften in Marrakesch mit 12,70 s in der ersten Runde im 100-Meter-Lauf ausschied und auch über 200 Meter kam sie mit 25,77 s nicht über den Vorlauf hinaus. Im Jahr darauf startete sie im 200-Meter-Lauf bei den Juniorenweltmeisterschaften in Peking und schied dort mit 25,25 s in der Vorrunde aus und 2011 startete sie mit einer Wildcard über 100 Meter bei den Weltmeisterschaften in Daegu und schied dort mit 12,32 s im Vorlauf aus. Anschließend nahm sie erstmals an den Afrikaspielen in Maputo teil und schied dort mit 12,48 und 25,17 s jeweils in der ersten Runde über 100 und 200 Meter aus. 2014 belegte sie bei den Afrikameisterschaften in Marrakesch in 54,34 s den siebten Platz im 400-Meter-Lauf, während sie über 200 Meter mit 24,75 s in der Vorrunde ausschied. Im Jahr darauf startete sie erneut bei den Afrikaspielen in Brazzaville und gelangte dort mit 53,41 s auf Rang sechs über 400 Meter. Bei den Hallenweltmeisterschaften 2016 in Portland schied sie mit 55,76 s in der ersten Runde über 400 Meter aus und wurde dann Mitte Juni in 52,65 s Fünfte bei den Afrikameisterschaften in Durban. Daraufhin nahm sie dank einer Wildcard über 400 Meter an den Olympischen Spielen in Rio de Janeiro teil und schied dort mit 52,85 s in der ersten Runde aus. Zudem war sie dort Fahnenträgerin bei der Eröffnungsfeier der Spiele.
2017 belegte sie bei den Islamic Solidarity Games in Baku in 53,94 s den vierten Platz über 400 Meter und siegte anschließend in 52,23 s bei den Spielen der Frankophonie in Abidjan. Zudem qualifizierte sie sich damit für die Weltmeisterschaften in London und schied dort mit 54,04 s im Vorlauf aus. Im Jahr darauf kam sie bei den Hallenweltmeisterschaften in Birmingham mit 57,85 s nicht über die erste Runde hinaus und 2021 startete sie dank einer Wildcard über 100 Meter bei den Olympischen Sommerspielen in Tokio und schied dort mit 12,12 s in der Vorausscheidung aus.

## Persönliche Bestzeiten
- 100 Meter: 11,98 s (+0,6 m/s), 1. Juli 2015 in Bruay-la-Buissière
  - 60 Meter (Halle): 7,79 s, 20. Januar 2019 in Reims
- 200 Meter: 23,84 s (+1,0 m/s), 1. Juli 2015 in Bruay-la-Buissière
  - 200 Meter (Halle): 24,08 s, 13. Februar 2021 in Eaubonne (malischer Rekord)
- 400 Meter: 52,16 s, 16. Juli 2017 in Marseille (malischer Rekord)
  - 400 Meter (Halle): 54,05 s, 20. Februar 2021 in Miramas (malischer Rekord)